# Härje Stenberg
Sten Härje Stenberg, född 16 oktober 1914 i Göteborg, död där 16 februari 2007, var en svensk borgmästare, hovrättspresident och förlikningsman.

## Biografi
Stenberg blev juris kandidat vid Uppsala universitet 1941, fiskal i Svea hovrätt 1944, stadsnotarie i Göteborgs rådhusrätt 1944, assessor 1953, rådman 1959, borgmästare 1967, lagman i Göteborgs tingsrätt 1971-1976 samt president i Hovrätten för västra Sverige 1976–81. 
Stenberg var sakkunnig i Handelsdepartementet 1947–48, expert i stadsdomstolsutredningen 1959–61, innehade olika utredningsuppdrag i Inrikesdepartementet 1964 samt Justitiedepartementet 1964 och 1973–75. Han var statlig förlikningsman från 1969 (t.f. från 1951) och ledamot av olika förlikningskommissioner från 1960.
Stenberg var ordförande i Göteborgs hyresnämnd 1953–67, Göteborgs valnämnd 1964–70, Göteborgs hamnstyrelse 1968–73 samt styrelseledamot i Göteborgs sparbank (senare Länssparbanken Göteborg) 1963–81 (ordförande från 1977). Han var även ordförande i Skogssällskapet 1977–87 och styrelseledamot i Göteborgs och Bohus läns distrikt av Svenska Röda Korset 1962–87 (ordförande från 1977).

## Utmärkelser
- Kommendör av Nordstjärneorden, 5 juni 1971.[1]
- H.M. Konungens medalj i 12 storleken i serafimerordens band 1982.[2]